# Syberia 3
Syberia 3 è un videogioco di tipo avventura grafica, realizzato da Benoît Sokal.
Il videogioco è il terzo capitolo della saga Syberia, comprendente Syberia - L'avventura di Kate Walker (2002) ed il suo seguito, Syberia II (2004), ed è stato a sua volta seguito da Syberia: The World Before (2022).
La data d'uscita del videogioco, inizialmente prevista per il 1º dicembre 2016, è stata posticipata al 20 aprile 2017 in Europa e al 25 aprile 2017 in Nord America. Le piattaforme disponibili al lancio sono state Microsoft Windows, macOS, PlayStation 4 e Xbox One, mentre la versione per Nintendo Switch è stata resa disponibile in un secondo momento. È stato pubblicato anche un DLC, intitolato An Automaton with a Plan, dove il protagonista è l'automa Oscar che deve salvare Kate Walker.

## Trama
Kate Walker viene ritrovata in fin di vita su un'imbarcazione alla deriva da una carovana Youkol e viene portata a Valsembor, nella clinica del dottor Zamiantine, dove riprenderà conoscenza un mese dopo. Al suo risveglio fa la conoscenza di Kurk, la guida spirituale Youkol, che ha perso una gamba a causa di alcuni soldati russi che vogliono che gli Youkol diventino un popolo civile. Kurk le spiega che stanno portando degli animali molto importanti per loro, gli Struzzi delle nevi, verso le Terre sacre, dove si riprodurranno, ma non possono proseguire finché un artigiano non gli avrà impiantato una protesi. Kate decide di cercare un medico per avvisarlo che si è ripresa e chiedere di essere dimessa. Una volta trovato il modo di uscire dalla sua stanza, conosce il dottor Helmut Mangöling, che la sottopone a una specie di macchina della verità; risposta a una serie di domande, il dottore le riconsegna le sue cose e le dà una chiave per far attivare l'ascensore per lasciare il piano. Kate riesce ad usarla correttamente, ma le porte dell'ascensore non si aprono e Mangöling usa come scusa il fatto che la ragazza non sia ancora guarita; in realtà alla chiave manca una specie di perno che le permetta di funzionare.
Kate ne parla con Kurk, che le suggerisce di far aggiustare la chiave dal fabbro Youkol, e per mandargliela Kate usa la civetta della loro sciamana. Quando fa ritorno nella sua stanza, lo strano letto su cui Kurk si trova si "attiva" e gli inietta qualcosa che gli fa perdere i sensi; fa il suo ingresso la dottoressa Olga Efimova, che le spiega che si tratta del loro protocollo di cura. Passato un po' di tempo, la ragazza riceve dalla civetta la chiave riparata e dice a Kurk che troverà il modo di farlo uscire da lì; il giovane le suggerisce di andare a prendere la sua protesi dall'artigiano e consegnarla a Zamiantine, in modo che gliela possa applicare. Kate lascia il piano e va a parlare con l'anziano medico, che le spiega dove trovare l'artigiano a cui ha chiesto la protesi e le consegna un libro sugli Youkol; poiché Olga ha fatto isolare l'istituto, Kate deve chiedere a lei l'autorizzazione per andarsene. La ragazza raggiunge il suo ufficio, dove trova la dottoressa in video-chiamata con un colonnello che lo informa su Kate e gli Youkol, per poi lasciare l'ufficio attraverso un passaggio segreto. Frugando tra le email di Olga, ne trova una di Nic Cantin, l'investigatore che Marson mise sulle sue tracce nel capitolo precedente e che sembrava essersi arreso, finché non è stato contattato dal suo cliente (a sua volta contattato dalla clinica) e ora sta per raggiungere Valsembor.
Cantin appare in quel preciso momento in video-chiamata e spiega alla giovane che, nonostante si rifiuti di tornare a casa, il Dipartimento di Giustizia la sta cercando per essersi appropriata dei documenti di compravendita della fabbrica Voralberg a Valadilène ed è sospettata di aver ucciso Hans. Kate si proclama innocente e ribadisce che non tornerà negli Stati Uniti, quindi termina il collegamento e sfrutta il passaggio utilizzato poco prima da Olga. Si ritrova in una zona sotterranea, dove Olga e Mangöling stanno contaminando un corso d'acqua lì vicino. Kate utilizza una barchetta e percorre il fiumiciattolo per poi ritrovarsi a valle, vicino all'accampamento Youkol. Qui ritrova Ayawaska, la sciamana già apparsa nel capitolo precedente, che si è presa cura di Kate lungo il tragitto verso la clinica. La sciamana le ordina di trovare un modo per ripulire l'acqua del fiume in modo che i loro struzzi possano bere. Fatto ciò, deve andare a prendere la gamba di Kurk a Valsembor, ma è necessario un lasciapassare. Fortunatamente incontra un taverniere della cittadina, Vlad, che le consegna quello della moglie, e lo timbra nella guardiola della polizia per renderlo valido. All'improvviso entra Cantin, che le lega i polsi. La ragazza riesce però a liberarsi e passare il blocco di polizia, al contrario del detective che non può raggiungerla poiché sprovvisto del lasciapassare.
Kate arriva a Valsembor e raggiunge il laboratorio dell'artigiano Simon Steiner, il quale nota il cuore meccanico di Oscar (che la ragazza porta come ciondolo) e chiede spiegazioni su come ne sia in possesso, quando ha all'improvviso un malore. Kate gli procura subito la sua medicina; Steiner, ripresosi, la ringrazia e l'avverte su cosa aspetta gli Youkol una volta lasciata Valsembor. Le fa vedere un vecchio video su Baranour, città contaminata dopo l'esplosione di un reattore nucleare. Hans e Steiner avevano collaborato insieme per realizzare degli automi ModelloXZ2000 (il modello di Oscar) affinché portassero la popolazione colpita dalle radiazioni alla clinica di Zamiantine; per raggiungere la città, gli automi furono trasportati dalla nave Krystal, guidata dal Capitano Obo, che però abbandonò gli automi e fuggì senza aspettare i superstiti. Poiché la città è la prossima tappa degli Youkol e loro non possono attraversare il lago che li separa perché non si è ghiacciato, Kate decide di convincere Obo (anche grazie al taverniere Vlad e alla nipote di Steiner, Sarah) a portarli là con la sua nave. Riuscita nell'intento, svolge una serie di compiti per conto di Obo per rimettere in moto la nave.
Giunta la sera, né Steiner (andato ad impiantare la gamba a Kurk), né lo stesso Kurk hanno fatto ritorno: infatti, il Colonnello è arrivato con i suoi uomini alla clinica e l'ha isolata. Kate riesce a tornare alla clinica riattivando l'unico mezzo per raggiungerla, ossia la funivia, e creare un diversivo per allontanare momentaneamente i soldati dall'ingresso principale. La ragazza trova Zamiantine e Steiner, che ha avuto un altro attacco cardiaco dopo essere stato colpito dai soldati. Steiner la prega di salvare gli Youkol e le rivela che il cuore di Oscar è ancora in buone condizioni, e se mai trovasse un corpo per lui non sarà difficile riportarlo in vita. Kate trova Kurk, lo fa rinvenire iniettandogli un composto datole dalla sciamana e lo libera. I due riescono a scappare e a tornare alla nave; Kate e gli Youkol partono quindi con la Krystal alla volta di Baranour. Durante il viaggio per mare, però. si imbattono in un mostro marino temuto da sempre dal capitano. Dopo un tentativo fallito di allontanarlo, Obo decide di sacrificarsi attirando a sé il mostro utilizzando una scialuppa di salvataggio. Una gigantesca onda trascina via la Krystal e Kate perde i sensi. Al risveglio, si ritrovano a Baranour. La nave deve essere fatta avanzare per far uscire gli struzzi dalla stiva, ma prima, Kate deve assicurarsi che il livello delle radiazioni non sia troppo alto, per cui, recupera degli occhiali che le permettono di vederle. Scende quindi dalla nave e chiede a uno Youkol di collegare i cavi elettrici del parco giochi di Baranour a uno spinotto al fianco della nave, per poter riattivare l'elettricità nel posto.
Girando per la spiaggia, nota su una panchina uno degli automi di Hans e rammenta le parole di Steiner. Le viene così in mente di provare a riattivare Oscar, ma ha bisogno di aprire lo scomparto del suo cuore e non ha gli strumenti giusti. Trova tra le mani di un altro automa la chiave di un piccolo baule con diversi strumenti di Hans; Kate riesce a inserire il cuore, ma le manca ancora la chiave Voralberg per poterlo riattivare. Facendo un giro sulle montagne russe, nota un piccolo passaggio, che la porterà nella metro di Baranour. Qui trova il sergente nonché campionessa olimpica Katarina, che ha perso il marito Andrei a causa delle radiazioni; la donna vive con uno dei cani automa progettati da Hans, che si bloccano occasionalmente e per riattivarli è necessaria una chiave, la stessa chiave di cui Kate ha bisogno. Dopo essere riuscita a prenderla in prestito, Kate torna dall'automa, riattivandolo con successo. Riusciti anche a trainare la Krystal verso la spiaggia grazie a Oscar, gli Youkol liberano dalle macerie un passaggio che li porta verso la metro, che percorreranno fino a giungere sotto a un complesso sportivo, l'Olympia. Il percorso verrà bloccato a un certo punto da un gruppo di pipistrelli; Kate cerca di spaventarli con del fuoco, ma gli animaletti non se ne vanno poiché l'unica via d'uscita, un condotto di ventilazione, è bloccato da una grata. Essendo l'area esterna è completamente contaminata, Oscar, l'unico in grado di resistere alle radiazioni, si offre di uscire per rimuovere la grata; una volta fatto, l'automa torna indietro, ma rimane bloccato nella camera di decontaminazione. Kate riesce a tirarlo fuori e a cacciare i pipistrelli, così la carovana riprende il suo viaggio.
Arrivati allo stadio Olympia, Kurk spiega a Kate che quella notte si dovrà svolgere un'importante cerimonia per ricevere la benedizione degli spiriti. L'evento si svolge nel Tempio Sacro degli Youkol, che però venne nascosto durante l'ultima migrazione dalla guida Kan Ti-Kah, dato che all'epoca erano iniziati anche i lavori di costruzione dello stadio. Kate si imbatte in un cimitero Youkol e in una capanna lì vicino trova un diario, quando all'improvviso appare una donna che si presenta come Dunyasha Doubrovaskaia-Ti Kah, figlia di Kan. Kate riesce a farsi dare il diario, che poi fa tradurre a Kurk, dove trova le indicazioni per trovare il tempio. Riusciti ad accedervi, gli Youkol possono svolgere la cerimonia sacra: durante lo svolgimento, a Kate appaiono i fantasmi di New York, delusi per le sue azioni. Turbata, lascia la cerimonia per prendere un po' d'aria e poi andare a riposare. Durante la notte Cantin la rapisce e la porta al capolinea della metro, ma grazie a Oscar la ragazza viene liberata e Cantin neutralizzato, almeno per il momento.
La carovana riprende il suo percorso e arriva al confine con lo Yakhastan, dove trova una brutta sorpresa: il loro ponte sacro è crollato. L'unico modo per oltrepassare il confine è utilizzare il ponte mobile costruito dai sovietici molti anni prima, ma devono avere l'autorizzazione del Guardiano, dall'altra parte del fiume. Kate riesce a corrompere il doganiere per poter passare dall'altra parte, e arriva dal Guardiano, che la mette in guardia sul suo futuro e le chiede (come prova da affrontare) di portargli della Vodka. Quando ritorna dall'altra parte, il doganiere, terrorizzato dall'idea che i suoi superiori vengano a sapere che si è fatto corrompere, fugge in moto, lasciando nessuno a occuparsi del ponte. Kate riesce a mandare la Vodka attraverso una carrucola e in cambio riceve diversi sacchetti di segatura, che le serviranno per attivare una vecchia macchina per svolgere un rito attraverso dei segnali di fumo e ottenere così il permesso di attraversare il nuovo ponte.
Kate riesce con successo a svolgere il rito, ma resta il problema per manovrare il ponte: Oscar decide di occuparsene lui, per poi farsi portare dall'altra parte per mezzo della carrucola utilizzata prima. All'improvviso appare l'elicottero del Colonnello, pronto ad atterrare; Kate e gli Youkol raggiungono il centro del ponte ma la parte che li collega all'altra sponda non si alza. Kate corre indietro e trova Oscar a terra: il Colonnello ha in mano il suo cuore. Oscar però è riuscito a impostare i controlli prima di essere disattivato, per cui a Kate basta tirare una leva per fare in modo che il ponte dalla sponda opposta si alzi, mentre quella della sua sponda si abbassi. La ragazza viene colpita da uno dei soldati per poi essere portata sull'elicottero, dove Olga le chiede di rilassarsi poiché avranno molto di cui parlare in seguito. Il gioco si conclude con l'elicottero che si alza in volo e con Kurk che lo osserva, amareggiato, pronuncia il nome dell'amica un'ultima volta, per poi riprendere il viaggio con il suo popolo.

## Personaggi
- Kate Walker: è la protagonista del gioco. Abbandonata una promettente carriera di avvocato, troncati i rapporti con i suoi cari e aiutato l'amico Hans Voralberg a coronare il suo sogno, prosegue la sua avventura con gli Youkol, che le hanno salvato la vita.
- Oscar: è il simpatico automa amico di Kate, smontato alla fine del capitolo precedente per salvare il suo creatore. Kate si è portata dietro il suo cuore come ricordo, ed è riuscita ad impiantarlo in un nuovo corpo (molto simile al precedente, essendo dello stesso modello) e l'ha riportato "in vita". Oscar è molto cambiato rispetto al capitolo precedente: si dimostra disponibile ad aiutare Kate, non solo con suggerimenti, ma fornendo anche aiuto materiale.
- Kurk: è la giovane guida spirituale Youkol.
- Olga Efimova: è uno degli antagonisti del gioco. Dottoressa, ha preso il controllo della clinica di Zamiantine e si è alleata con il Colonnello per fermare gli Youkol.
- Colonnello: militare di cui non si sa nulla, il suo obiettivo è rendere stanziali gli Youkol, anche se le ragioni sono sconosciute.
- Nic Cantin: è il detective che Marson aveva ingaggiato per riportare a casa Kate Walker.
- Helmut Mangöling: dottore e fidato collaboratore di Olga, sottoporrà all'inizio del gioco una serie di domande a Kate e cercherà di tenerla bloccata nella clinica.
- Ayawaska: la sciamana Youkol già conosciuta nel precedente capitolo, si prende cura di Kate quando viene ritrovata; il suo compito è di comunicare con gli spiriti.
- Zamiantine: è il buon dottore e proprietario della clinica di Valsembor.
- Simon Steiner: artigiano tedesco e buon amico di Hans Voralberg.
- Sarah Steiner: nipote di Steiner, lavora nella taverna locale.
- Capitan Obo †: è il capitano della nave Krystal, diventato un alcolizzato dopo aver abbandonato gli abitanti di Baranour al loro destino. Kate riuscirà a convincerlo ad aiutarli; si sacrificherà poi per allontanare il mostro marino (di cui lui conosceva l'esistenza, anche se nessuno gli ha mai creduto) dalla Krystal per mezzo di una scialuppa.
- Katarina Viktorovna Drozdolova: sergente e campionessa olimpica, vive da molti anni sola con un cane automa nella metro di Baranour.
- Dunyasha Doubrovaskaia-Ti Kah: figlia di uno Youkol e di una donna russa, vive da sola in una capanna circondata da lapidi Youkol. Il diario del padre si rivelerà fondamentale per trovare il tempio Youkol.
- Il Guardiano: Youkol anziano, fa da intermediatore con gli spiriti. Vive in una yurta nello Yakhastan, al confine con la Russia.
- Il doganiere: doganiere al confine con lo Yakhastan che Kate cerca di corrompere, ma che scappa per paura di essere scoperto dai suoi superiori.
- Vlad: è il proprietario della taverna di Valsembor, che Kate incontra al mercato Youkol. La aiuterà dandole prima un lasciapassare per entrare nella cittadina, e poi farà bere a Obo un tonico per farlo riprendere dalla sbornia.
- Anton: residente di Baranour, in cura nella clinica da molti anni.
- Leon: altro residente di Baranour, in cura nella clinica da molti anni.
- Bouliakine: è il sindaco di Valsembor, chiamato a risolvere la questione Youkol dai cittadini, ma bloccato dai suoi superiori.
- Borouth: Youkol, che spesso aiuterà Kate.

## Luoghi
- Valsembor: cittadina siberiana situata sulla sponda di un lago. È dominata dall'alto dalla clinica del dottor Zamiantine; nella città si trovano invece la taverna di Vlad, il laboratorio di Steiner, il municipio cittadino (di fronte a esso una statua di un automa ModelloXZ2000), una stazione della funicolare (unico mezzo per raggiungere la clinica), il porto (chiuso dall'incidente di Baranour) e i suoi relativi locali (sala macchine, fari, chiuse ecc...). La periferia è una zona quasi completamente naturale: si trovano una cascata (con un relativo meccanismo di pulizia dell'acqua) e boschi innevati. Qui si stanziano momentaneamente gli Youkol per far riposare i loro Struzzi e allestire un piccolo mercato. C'è anche una vecchia guardiola accanto al blocco di polizia.
- Baranour: città distrutta dalle radiazioni, sulla sponda opposta del lago, si compone di diverse zone: la prima è l'area del parco dei divertimenti, sotto alla quale si trova la vecchia metro, dove vive Katarina; più avanti si trova il centro cittadino, altamente contaminata e devastata, dominata da una statua di Stalin che tende la mano ad una bambina. Fuori dal capolinea della metro si trova lo stadio Olympia; poco lontano dal centro abitato si trovano le rovine di una centrale nucleare: l'esplosione del suo reattore numero 3 è la causa delle radiazioni che hanno reso inabitabile la città.
- Olympia: è un vecchio stadio costruito nel periodo dell'ultima migrazione Youkol. Sotto ad esso, la guida Kan Ti-Kah ha nascosto il Tempio sacro Youkol. Più lontano dallo stadio, si trovano un cimitero Youkol e una capanna, dove vive la figlia di Kan, Dunyasha.
- Yakhastan: stato immaginario al confine con la Russia separato dal fiume Balatom; su questa sponda, in una yurta, vive il Guardiano. Un tempo esisteva un ponte sacro agli Youkol, distrutto dai sovietici perché poco sicuro, e sostituito da un ponte mobile a levatura alternata più funzionale. Sulla sponda opposta si trovano la dogana russa, dove vive un doganiere di mezza età, e un'antica macchina Youkol.

## Caratteristiche tecniche

### Grafica
A differenza dei precedenti capitoli, gli ambienti sono completamente in 3D.

### Interfaccia
Il gioco non prevedeva inizialmente un punta e clicca, bensì una combinazione (per PC) mouse e tastiera, e per un'esperienza di gioco migliore era consigliato un controller. La versione punta e clicca è stata aggiunta successivamente con una patch (anche se è sempre possibile usare sia la tastiera che il mouse). Il cursore non è più ad anello, ma a forma di freccia. Quando si clicca in un punto, quest'ultimo viene "evidenziato" con l'ombra di piccoli ingranaggi. Per interagire con personaggi e oggetti, appare un cerchio con le opzioni vedere-prendere (se si tratta di un oggetto) o parlare (se si tratta di un personaggio). L'inventario, che si richiama con la rotellina del mouse, è adesso circolare e divide oggetti dai documenti; sempre dall'inventario è possibile osservare gli elementi raccolti più da vicino.
Quando si parla con qualcuno, non è più presente il bloc-notes per scegliere gli argomenti, bensì un menu di forma circolare. A differenza dei capitoli precedenti, si può scegliere fra due opzioni cosa dire a un personaggio e a seconda dell'opzione scelta, il gioco può più o meno variare (portandoci sempre allo stesso risultato ma con mezzi alternativi). A volte è presente una specie di lampadina, a lato dell'opzione, dove è possibile ascoltare le riflessioni di Kate su quello che potrebbe succedere se dicesse una cosa anziché un'altra. Se si impiega diverso tempo per scegliere, i personaggi potrebbero spazientirsi e chiederle di dare una risposta immediatamente. Non è possibile però saltare i dialoghi, come accadeva nei primi due giochi.
Il menu di gioco si può richiamare con il tasto ESC.

### Sonoro
Le musiche sono state composte da Inon Zur, già compositore di Syberia II. È possibile cambiare la lingua audio tramite il menu opzioni.

## Doppiaggio
Steam ha annunciato, tramite una tabella, che il videogioco non sarebbe stato doppiato in italiano, con il disappunto dei fan della serie (i quali hanno avviato una petizione per doppiare il gioco). La tabella sottostante indica quali edizioni straniere godono del doppiaggio.
| Lingua              | Doppiaggio |
| ------------------- | ---------- |
| Inglese             | Presente   |
| Francese            | Presente   |
| Polacco             | Presente   |
| Russo               | Presente   |
| Spagnolo            | Presente   |
| Tedesco             | Presente   |
| Italiano            | Assente    |
| Cinese semplificato | Assente    |
| Cinese tradizionale | Assente    |
| Coreano             | Assente    |
| Olandese            | Assente    |

### Edizioni straniere
| Personaggio   | Voce francese                    | Voce inglese               | Voce tedesca         |
| ------------- | -------------------------------- | -------------------------- | -------------------- |
| Kate Walker   | Françoise Cadol                  | Sharon Mann                | Janina Dietz         |
| Oscar         | Hubert Drac                      | Kevin T. Collins           | Karim El Kammouchi   |
| Olga Efimova  | Marie Polet                      | Marcy Fine                 | ?                    |
| Colonnello    | Jacques Herlin                   | Billy Bob Thompson         | ?                    |
| Kurk          | Emmanuel Rausenberger            | Toby Fielding              | Felix Mayer          |
| Ayawaska      | Laurence Falahut                 | Samia Mounts               | Maria Böhme          |
| Obo           | Mickael Troude                   | Mike Pollock               | Dieter Memel         |
| Nic Cantin    | Mickael Troude                   | Mike Pollock               | Philipp Weiche       |
| Mangöling     | Mickael Troude                   | Mike Pollock               | Gerd Mayer           |
| Katarina      | Laurence Falahut                 | Samia Mounts               | ?                    |
| Simon Steiner | Jeremy Zylberberg                | Michael Crouch             | Sebastian Gerasch    |
| Sarah Steiner | Marie Polet                      | Marcy Fine                 | Patricia Straßburger |
| Zamiantine    | Bernard Debreynne                | Tom Wayland                | ?                    |
| Bouliakine    | Bernard Debreynne                | Tom Wayland                | ?                    |
| Guardiano     | ?                                | Billy Bob Thompson         | ?                    |
| Dunyasha      | Anne-Gaelle Ponche               | Kate Bristol               | ?                    |
| Vlad          | Emmanuel Rausenberger            | Toby Fielding              | Dirk Meyer           |
| Anton         | Jeremy Zylberberg                | Micheal Crouch             | ?                    |
| Leon          | Bernard Debreynne                | Tom Wayland                | ?                    |
| Altri Youkol  | Herlin, Rausenberger, Zylberberg | Crouch, Fielding, Thompson | Gerd Acktun          |

? = non accreditato

## Sviluppo
Il 1º aprile 2009 Microïds annunciò che Syberia 3 era in fase di sviluppo e che sarebbe stato pubblicato su PC e PlayStation 3 nel giugno 2010. Successivamente, la società dichiarò che la data di pubblicazione sarebbe stata posticipata, a causa del fatto che le trattative con Benoît Sokal erano ancora in corso e che Anuman Interactive stava acquisendo i diritti per la distribuzione del videogioco. Il 17 aprile del 2010, con un comunicato stampa, Microïds chiese ai fan di Syberia di inviare mail di sostegno per il gioco, poiché, a causa di disaccordi con Sony, sarebbe stata resa pubblica solamente la versione per PC, e non quella per PlayStation 3.
Intervistato nel febbraio 2011, Benoit Sokal rivelò che i lavori sul gioco non erano neppure iniziati per mancanza di fondi. Il suo progetto (grafica 3D in tempo reale) avrebbe però richiesto un grande budget, e lui era quindi incerto sul futuro del gioco. Affermò inoltre che il gioco non sarebbe stato sviluppato sullo stesso motore grafico dei precedenti capitoli della saga, perché ciò avrebbe portato ad un fallimento commerciale.
Il 26 novembre 2012, Microids annunciò sulla propria pagina Facebook che Benoît Sokal aveva ufficialmente firmato un accordo per scrivere la storia di Syberia 3, e che lo sviluppo ufficiale era già iniziato. Inoltre, il progetto sarebbe stato supervisionato da Elliot Grassiano, il fondatore di Microïds. Il 21 agosto 2013, fu rivelato che era iniziata la produzione del gioco.
Il 13 agosto 2014 furono mostrate le prime immagini del gioco, e fu annunciato come anno di uscita il 2015. La data fu poi posticipata al 2016. Il 19 maggio Microïds pubblica un "Making of" di Syberia 3 su YouTube in varie lingue (inglese, francese, russo), ma non in italiano. Il 23 maggio dello stesso anno, Microïds annuncia ufficialmente la data di uscita definitiva del videogioco: il 1º dicembre 2016. Rivela inoltre che esso sarà pubblicato per Microsoft Windows, macOS, PlayStation 4, Xbox One, Android e iOS.
Il 16 giugno 2016, in occasione dell'E3 di Youtube, viene mostrato in streaming il primo gameplay del videogioco, della durata di undici minuti.
Il 5 ottobre 2016, Microïds annuncia che rimanderà di alcuni mesi la data di uscita, per perfezionare alcuni dettagli riguardanti il gioco. L'8 febbraio 2017, viene resa pubblica la data ufficiale d'uscita: il 20 aprile 2017 in Europa ed il 25 aprile in Nord America.
È stata annunciata una Collector Edition che comprenderà, oltre ai due precedenti capitoli della serie, anche la colonna sonora del gioco in formato digitale, una statuetta di Kate Walker, due litografie, un poster, un comic book e un art book.
Il 13 gennaio 2017, tramite comunicato ufficiale di Microïds, è stato annunciato che il videogioco sarà disponibile anche sulla piattaforma Nintendo Switch.
La colonna sonora del videogioco è stata composta da Inon Zur.
Su Steam, il gioco viene definito "totalmente innovativo e differente dai due capitoli precedenti di Syberia".

## Accoglienza
Il gioco ha ricevuto un metacritic pari a 48 punti. Le recensioni della critica specializzata sono racchiuse in una forbice molto ampia (da 80 a 20). Il pubblico non ha premiato il gioco né con le vendite, né con i giudizi, che raramente superano la sufficienza.
Le principali critiche sono dovute perlopiù al comparto tecnologico (penalizzato dal lunghissimo periodo di sviluppo); anche il gameplay e la natura dei puzzle non sono stati apprezzati dai giocatori, che ne denunciano una struttura vecchia, pesante e di scarso intrattenimento.